# 香川県道172号川東高松線
香川県道172号川東高松線（かがわけんどう172ごう かわひがしたかまつせん）は、香川県高松市を通る一般県道である。

## 概要

### 路線データ
- 起点：香川県高松市川東上（国道193号交点、香川県道166号岩崎高松線起点）
- 終点：香川県高松市宮脇町1丁目（香川県道33号高松善通寺線交点）
- 総延長：13.441 km

## 路線状況

### 名称・愛称
- 鹿角街道（高松市）
- 百舌坂もずざか（高松市：栗林トンネル北側出口からの急な下り坂）

### 都市計画道路指定
- 高松市

錦町国分寺綾南線の一部　亀阜小学校西交差点 - 峰山口交差点

### 重複区間
- 国道193号・国道492号（高松市香川町川東下）
- 国道11号・国道32号（高松市上天神町・上天神町西交差点 - 高松市田村町・峰山口交差点）

### 道路施設

#### トンネル
- 栗林トンネル

高松市の宮脇町と室新町を結ぶ全長160 mのトンネル。片側1車線で、北行車線側に歩道が設置されている。車道の制限速度は40 km/h。中心市街地と郊外を結んでいるため交通量が多い。北側出口の先はカーブになっているほか、市道との交差点もある。

## 地理

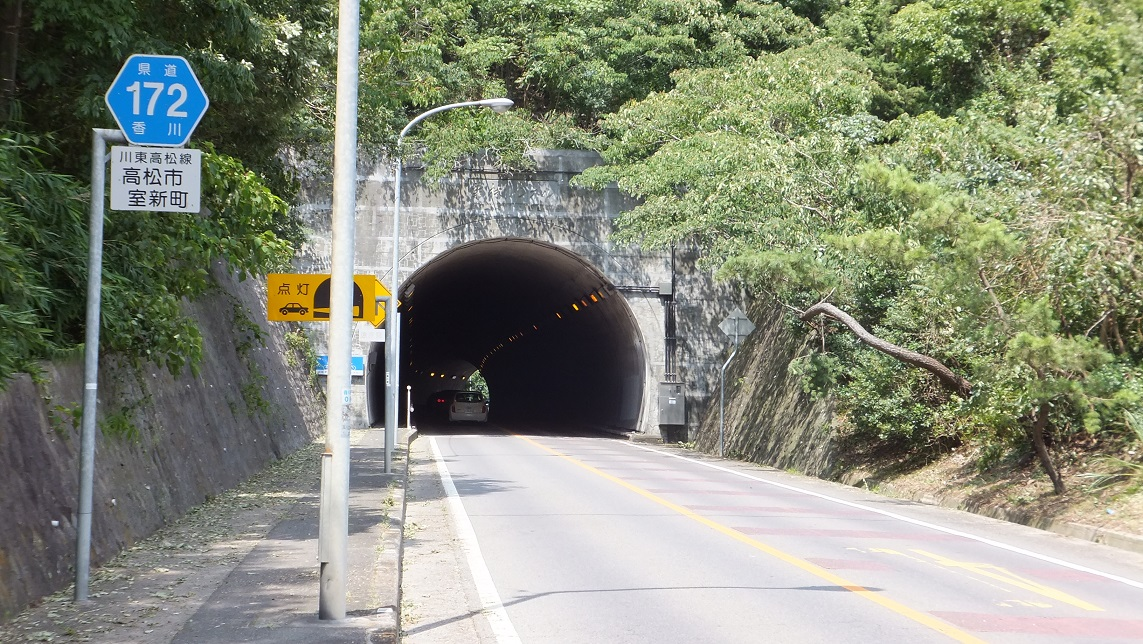
栗林トンネル起点側
高松市室新町

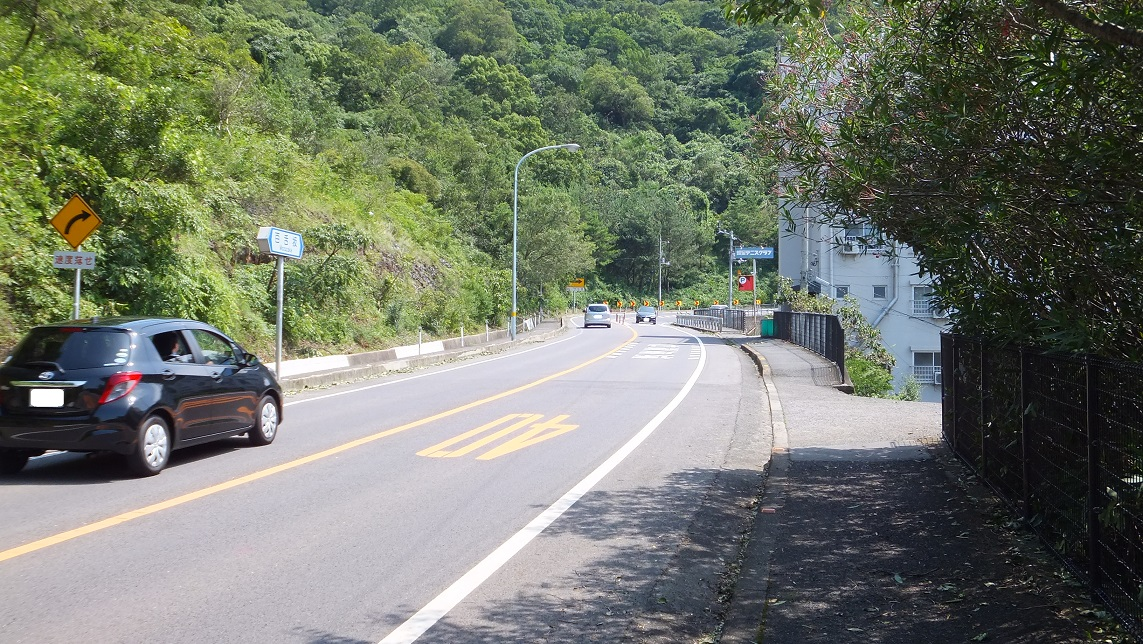
百舌坂
高松市宮脇町2丁目

### 通過する自治体
- 高松市

### 交差する道路
| 交差する道路                                                 | 交差する場所 | 交差する場所       |
| ------------------------------------------------------------ | ------------ | ------------------ |
| 国道193号 香川県道166号岩崎高松線                            | 香川町川東上 | 起点               |
| 国道193号 / 空港通り 重複区間起点 国道492号 重複区間起点     | 香川町川東下 |                    |
| 国道193号 香川県道13号三木綾川線                             | 香川町川東下 | 香川町川東下交差点 |
| 国道193号 / 空港通り 重複区間終点 国道492号 重複区間終点     | 香川町川東下 |                    |
| 香川県道170号岡本香川線                                      | 香川町町大野 |                    |
| 香川県道12号三木国分寺線                                     | 一宮町       | 一宮町交差点       |
| 香川県道171号国分寺太田上町線                                | 鹿角町       | 鹿角町交差点       |
| 国道11号 / 高松南バイパス 重複区間起点 国道32号 重複区間起点 | 上天神町     | 上天神西交差点     |
| 国道11号 / 高松南バイパス 重複区間終点 国道32号 重複区間終点 | 田村町       | 峰山口交差点       |
| 香川県道266号勅使室新線                                      | 西ハゼ町     | 西ハゼ町交差点     |
| 高松市道木太鬼無線                                           | 西ハゼ町     | 奥の池南交差点     |
| 香川県道33号高松善通寺線 高松市道錦町宮脇線                  | 宮脇町1丁目  | 終点               |

### 交差する鉄道
- 高松琴平電気鉄道琴平線
- 高徳線

### 沿線
- 香川大学教育学部附属高松中学校
- 香川県立保育専門学院
- 高松自動車学校
- 鶴尾神社
- 大手前高松中学・高等学校
- 高松市立亀阜小学校

高松市香川町川東下の沿道には、2002年（平成14年）2月（当時は香川郡香川町）に虐待死事件が発生した無認可保育所の小鳩幼児園があった。事件直後に閉鎖されたが、建物は現在も残っている。